# 張慶歡

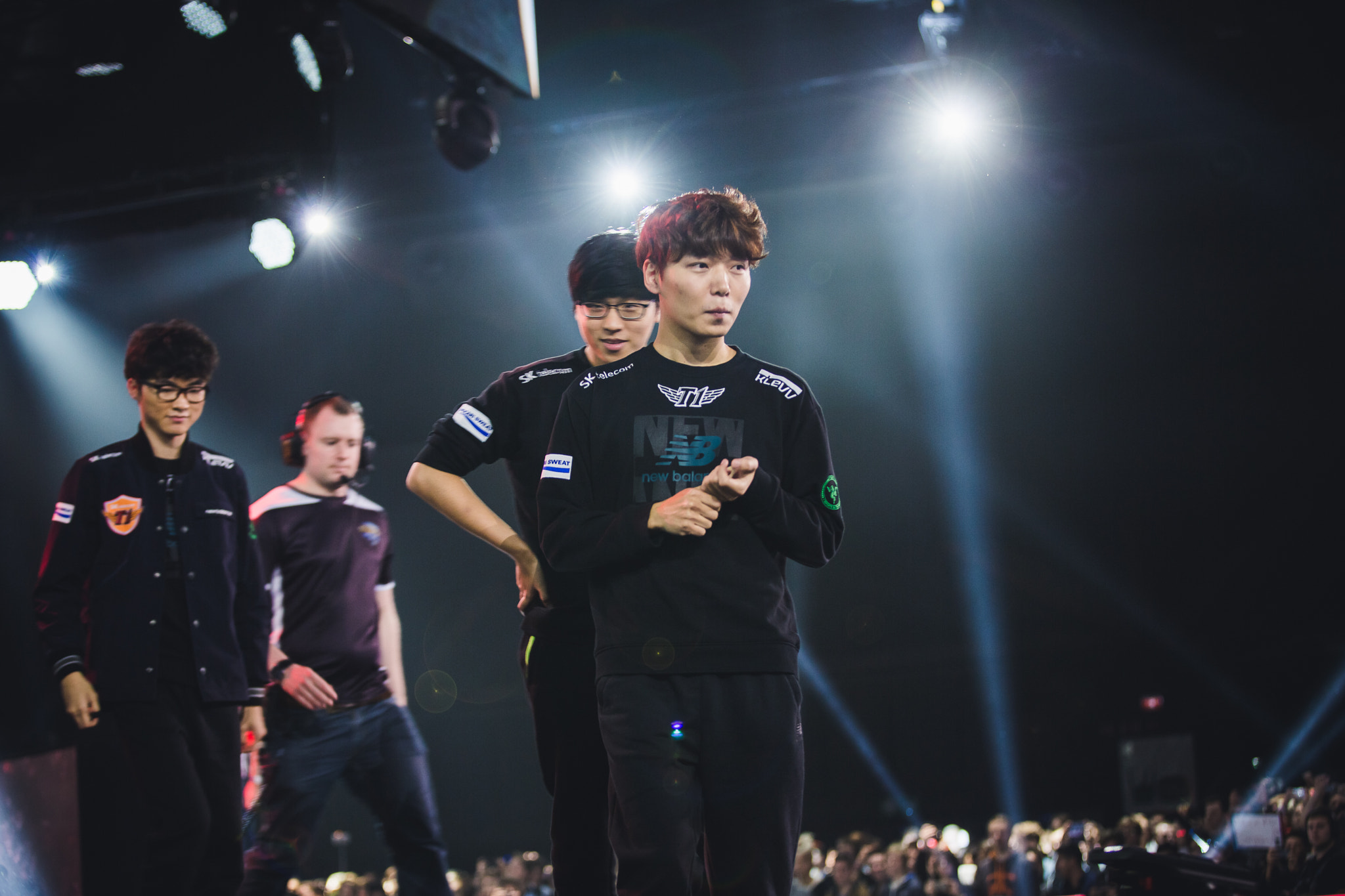
2015年全球总决赛冠军 MaRin.

張慶歡（：／ Jang Gyeong-Hwan */?，1991年2月12日—，绰号：MaRin），韩国《英雄联盟》职业选手，原为韩国SK Telecom T1战队上单选手，后于2015年12月10日加入中国大陆LGD Gaming战队并担任上单位置，後回到韓國成為Afreeca Freecs上單選手。2018年轉為中國Topsports Gaming战队上单选手。 2019年1月19日於直播中宣布退役。

## 早年经历
張慶歡于1991年2月12日出生于韩国忠清南道天安市，在服兵役期间，張慶歡在他的前辈们的推荐下开始接触《英雄联盟》，此外，他还接触了《魔兽争霸3》，在此之后他还接触了《Chaos》。
2013年，金靖均组建了SK Telecom T1战队，但在该战队组建时，由于缺乏上单选手，使得金靖均建议張慶歡练习上单英雄，于是他开始练习上单英雄。在大约1个月后，他加入了SKT T1 #2，开始职业生涯。